# The Neighbourhood (álbum)
The Neighbourhood es el tercer álbum de estudio de la banda californiana homónima de música alternativa e indie rock. Anunciado el 9 de febrero en redes sociales y puesto en preventa ese día, su publicación fue oficialmente el 9 de marzo de 2018 a través de Columbia Records, aunque desde el 8 de marzo se encontraba en YouTube. El álbum fue precedido por dos EP y cuatro sencillos.
La banda eliminó el álbum de las plataformas digitales  y lo sustituyó por una versión  extendida llamada Hard To Imagine The Neighbourhood Ever Changing.

## Hard To Imagine The Neighbourhood Ever Changing
El 2 de noviembre de 2018, a un par de meses de Ever Changing, el álbum y los EP lanzados anteriormente fueron borrados de los servicios de streaming para ser sustituidos por un álbum que incluía todas las demás canciones.
1. Dust
2. Kill Us All (feat. Denzel Curry)
3. 24/7
4. Scary Love
5. Softcore
6. Void
7. Roll Call
8. Livin’ in a Dream (feat. Nipsey Hussle)
9. You Get Me So High
10. Reflections
11. Blue
12. Paradise
13. Beat Take 1 (feat. Ghostface Killah)
14. Stuck With Me
15. Flowers
16. Compass
17. Noise
18. Heaven
19. Nervous
20. Sadderdaze
21. Beautiful Oblivion (feat. IDK)

Too serious y Revenge no fueron incluidos.

## Lista de canciones
El álbum consta de 12 canciones y 18 en la versión deluxe.
1. Flowers (3:18)
2. Scary Love (3:44)
3. Nervous (4:09)
4. Void (3:25)
5. Softcore (3:28)
6. Blue (3:13)
7. Sadderdaze (4:10)
8. Revenge (3:19)
9. You get me so high (2:33)
10. Reflections (4:04)
11. Too serious (3:13)
12. Stuck with me (4:18)

### Versión extendida(Deluxe Edition)
Disco 1
1. Flowers. (3:18)
2. Scary Love. (3:44)
3. Nervous. (4:09)
4. Void. (3:25)
5. Softcore. (3:28)
6. Blue. (3:13)
7. Sadderdaze. (4:10)
8. Revenge. (3:19)
9. You get me so high. (2:33)
10. Reflections. (4:04)
11. Too serious. (3:13)
12. Stuck with me. (4:18)

Disco 2
1. Roll Call. (4:11)
2. Noise. (3:23)
3. 24/7. (3:41)
4. Heaven. (3:25)
5. Compass. (2:49)
6. Dust. (3:28)

## Sencillos
| Sencillo      | Duración | Fecha de lanzamiento    | EP/Álbum                          |
| ------------- | -------- | ----------------------- | --------------------------------- |
| Scary Love    | 3:44     | 5 de diciembre de 2017  | To Imagine EP y The Neighbourhood |
| Stuck with me | 4:28     | 14 de diciembre de 2017 | To Imagine EP y The Neighbourhood |
| Void          | 3:25     | 16 de febrero de 2018   | The Neighbourhood                 |
| Nervous       | 4:09     | 3 de marzo de 2018      | The Neighbourhood                 |

## EP

### Hard - EP
Lanzado el 22 de septiembre de 2017, fue el primer indicio de un nuevo álbum después de Wiped out!
1. Roll Call. (4:11)
2. You get me so high. (2:33)
3. Noise. (3:23)
4. 24/7. (3:41)
5. Sadderdaze (4:10)

### To Imagine - EP
Lanzado el 12 de enero de 2018, incluye los sencillos Scary Love y Stuck with me.
1. Dust. (3:28)
2. Scary Love (3:44)
3. Heaven. (3:25)
4. Compass. (2:49)
5. Stuck with me. (4:18)

### Hard To Imagine EP
Al lanzar el disco, se incluyeron en un nuevo EP las canciones no incluidas en el álbum. Este EP pasó a ser el disco 2 de la versión deluxe del álbum. Fue publicado el mismo día que el álbum.

### Ever Changing
Publicado el 21 de septiembre de 2018, medio año después del álbum.
1. Kill Us All (feat. Denzel Curry)
2. Livin' In A Dream (feat. Nipsey Hussle)
3. Beat Take 1 (feat. Gosthface Killah)
4. Paradise
5. Beautiful Oblivion (feat. IDK)[16]

## Videoclips
Para el sencillo Scary Love, se publicó un videoclip el 9 de marzo de 2018.
| Video                           | Fecha de publicación | Duración | Notas                                                          |
| ------------------------------- | -------------------- | -------- | -------------------------------------------------------------- |
| Hard To Imagine (Hard 21M4G1N3) | 23 de enero de 2018  | 7:23     | * You get me so High * Scary Love * Stuck with me * Sadderdaze |
| Scary Love                      | 9 de marzo de 2018   | 3:58     | El video fue protagonizado por Tommy Wiseau.                   |